# Juan María Álvarez de Sotomayor Rubio
Juan María Álvarez de Sotomayor Rubio (Lucena, provincia de Córdoba, 1757-post 1824) fue un abogado, agrónomo, traductor y escritor ilustrado español.

## Biografía
Fue Alcalde mayor de Almagro (Ciudad Real) en 1808 e individuo de la Sociedad Económica de Amigos del País de Lucena, ante la que leyó su Memoria sobre el melazo de los olivos, impresa en Granada, 1818. Durante el Trienio Liberal (1820-1823) perteneció también a la Sociedad Patriótica de Lucena y fue diputado por Córdoba a Cortes en 1820 y 1821. Aunque tenía más de sesenta años de edad, ingresó en la Milicia nacional voluntaria de infantería. También fue miembro de la secreta Sociedad del Anillo. Interesado en temas agronómicos, tradujo del latín los Doce libros de agricultura de Columela (Madrid, 1824). Acaso es suyo el Discurso pronunciado sobre las reglas de crítica (Granada, 1839).

## Obra
- Memoria sobre el melazo de los olivos, Granada, 1818.

- Traducción de Columela, Los doce libros de agricultura que escribió en latín Lucio Junio Moderato Columela, traducidos al castellano por D. Juan María Álvarez de Sotomayor y Rubio (Madrid, Miguel de Burgos, 1824, 2 v., el primero comprende los siete primeros libros, y el segundo los otros cinco). Hay tres ediciones facsímilares modernas: Santander, Sociedad Nestlé - A.E.P.A, 1979; Extramuros Edición, S.L., 2009; Valladolid: Maxtor Editorial, 2013.

- Discurso pronunciado sobre las reglas de crítica (Granada, 1839). Atribuido.